# نیمه شانس
نیمه شانس (به انگلیسی: Half a Chance) یک فیلم سینمایی فرانسوی در ژانر فیلم اکشن و ماجراجویانه به کارگردانی پاتریس لوکنت محصول ۱۹۹۸ با بازی ژان‌پل بلموندو، آلن دلون، و ونسا پارادی است.

## داستان
آلیس پس از هشت ماه مجازات کشیدن به خاطر سرقت خودرو از زندان آزاد می‌شود. مادرش تازه فوت کرده و برای او یک نوار صوتی گذاشته که در آن برای او راز زایشش را اعتراف کرده است.
آلیس اصلاً پدرش را نمی‌شناسد. بیست سال پیش، مادرش دو مرد را دوست داشت و یکی از آن دو او را به آلیس آبستن کرده است و خود نمی‌داند. او به دنبال این می‌رود که کدام از این دو پدرش است. اما قبل از آن، او آن دو را در یک ماجرا برابر قاچاقچیان مواد مخدر روس قرارمی دهد.